# Нисибисский мирный договор (363)
Нисибисский мирный договор 363 года — мирный договор между римлянами и персами, заключенный в 363 году.

## Предыстория
Весной 363 года римский император Юлиан II Отступник с мощной армией выступил из Антиохии и в скором времени, соединившись с остальными частями, перешёл Евфрат. Его целью было на как можно более длительное время обезопасить восточные границы Римской империи от разорительных персидских набегов. В отличие от своего предшественника Констанция II, который из-за конфликтов со своими братьями, узурпаторами, а позднее и с германцами не мог обеспечить продвижение на востоке, Юлиан имел все ресурсы для этого. Сначала поход был успешным: удалось завоевать несколько крепостей, разбить небольшие персидские отряды. Но у Ктесифона, персидской столицы, ситуация изменилась. Юлиан оказался не в состоянии взять сильно укрепленный город, но он принял решение двигаться дальше. Персы делали всё возможное, чтобы не позволить римлянам проникнуть во внутренние районы государства, и потому ими были подожжены степь, зерновые посевы и селения в тех местностях, по которым должны были проходить римские войска; это дополнялось постоянными нападениями персидской кавалерии. В итоге римляне оказались без продовольствия и фуража посреди выжженной страны.
Усугубляло ситуацию то, что римско-армянское войско, сосредоточившееся на берегах Тигра, так и не пришло на помощь армии Юлиана. У Маранги состоялась битва, в которой погиб сам Юлиан. Совет военачальников, состоящий из Дагалайфа, Невитты, Аринфея и Виктора решил избрать императором Иовиана. Было начато отступление. Вскоре римское войско достигло города Дура, находившегося на берегу Тигра, но дальше продвинуться не смогло, будучи окружено персидской армией во главе с самим Шапуром II. Не имея возможности ни двигаться дальше на север, ни переправиться на правый берег Тигра, ни пополнить запасы продовольствия, римляне оказались в критической ситуации. Зная о положении, в котором оказались Иовиан и его войско, Шапур II направил к императору послов с предложением о переговорах.

## Условия договора
В результате персы смогли навязать Иовиану крайне невыгодный для римлян мирный договор, имевший два главных условия: 1) передача Персии пяти римских областей в Верхней Месопотамии (Арзанены, Моксоены, Забдицены, Регимены, Кордуены) с находящимися там крепостями, а также городов Нисибиса, Сингары и Лагеря Мавров и 2) отказ Рима от поддержки Армении. Также было изгнано римское население. Договор был подписан на 30 лет и подкреплён знатными заложниками с обеих сторон. Потеря Нисибиса и Сингары были очень чувствительны для Рима, поскольку они являлись ключевыми элементами римской обороны восточных провинций. После этого римляне продолжили отступление. Войны римлян с персами продолжались ещё несколько веков.